# へびいちご
へびいちごは、吉本興業大阪本社に所属する日本の漫才コンビである。1990年7月結成。共に大阪NSC9期生。

## メンバー
- 島川学（しまかわ まなぶ、1971年2月6日 - ）
  - ボケ担当。大阪府高槻市出身。大阪府立島上高等学校卒業。通称、「しまん」。血液型O型。既婚者、かつては高橋と組む前に兵動大樹（現・矢野・兵動）と組んでいたこともある。
- 高橋智（たかはし さとる、1970年9月21日 - ）
  - ツッコミ担当。兵庫県尼崎市出身。尼崎市立尼崎工業高等学校卒業。血液型A型。2007年2月に保育士と結婚。

## 来歴・人物
同期のナインティナイン・チュパチャップス（宮川大輔・星田英利）などと共に、『吉本印天然素材』として東京でも活動していた。天然素材解散後は、主に関西で活動している。
代表的なネタは「マイム兄さん」。話の中で「兄さん」をキーワードにマイムマイムの曲（音源は『おもひでぽろぽろ』のサウンドトラックに収録されているものを使用）が流れ、ひとしきりダンスをするというもの。かつての深夜人気番組『怒涛のくるくるシアター』（読売テレビ）で人気を博した。
『めちゃ×2イケてるッ!』（フジテレビ）や『ダウンタウンのガキの使いやあらへんで!』（日本テレビ）などの全国ネットの番組で、かつての天然素材のメンバー達が集結する際、へびいちごは登場しないことが多い。『めちゃイケ』では、「大阪での劇場出番等の仕事が多く入っており、スケジュールの都合がつかない」と説明されている。2015年7月25・26日放送の『FNS27時間テレビ』（フジテレビ）で、久々に天然素材として全国区のメディアに出演した。
天然素材解散後は全国ネットでの出演が少ないゆえに、全国区での知名度はあまり高くない。『アメトーーク!』（テレビ朝日）に矢野・兵動が出演した際、「同期は誰?」という質問を受け、「ナイナイ、宮川大輔、ほっしゃん。、へびいちご」と答えたが、「へびいちごは分からんやろ」と周りから突っ込まれ、「ナイナイ、宮川大輔、ほっしゃん。以上のメンバーです」と言い直していた。
岡村隆史（ナインティナイン）が大阪に帰った際、必ずと言っていいほど連絡をとる相手が高橋であり、『なるみ・岡村の過ぎるTV』（朝日放送テレビ）で頻繁に大阪に帰るようになってから結成された、岡村軍団の副キャプテンに就任、そこに蛍原徹（元雨上がり決死隊）とその父を交えたりするとのこと。
最近では、ワッハ上方で行われる「吉本NSC道場」の司会進行を行っている。『吉本百年物語』では最多出演である。
2014年11月9日放送の『漫才Lovers』（読売テレビ）で、14年ぶりにテレビ番組で漫才を披露した。

## 出演

### テレビ
- 怒涛のくるくるシアター（読売テレビ）
- のりノリ天国（サンテレビ）
- 爆笑オンエアバトル（NHK総合）戦績0勝1敗 最高285KB
- 99プラス（日本テレビ）
- 吉本印天然素材（日本テレビ）
- 所のジオ玉（日本テレビ）
- ピッカピカ天然素材!（TBSテレビ）
- 急性吉本炎→慢性吉本炎（TBSテレビ）
- 銀BURA天国（テレビ東京）
- 9時間生放送!笑いっぱなし伝説（テレビ東京）
- なるみ・岡村の過ぎるTV（朝日放送テレビ）高橋のみ
- FNS27時間テレビ めちゃ2ピンチってるッ! 1億2500万人の本気になれなきゃテレビじゃないじゃ～ん!!（フジテレビ）‐吉本印天然素材として

### ラジオ
- よしもとDAウー（ラジオ大阪、水曜日）
- 里見まさとのSCAN KYOTO（京都放送）
- ナインティナインのオールナイトニッポン（ニッポン放送、高橋が飛び入りで出演することがある）

### インターネット配信
- めちゃ×2ユルんでるッ!　第9回 「岡村隆史の原点（ゼロ）をめぐる旅」（フジテレビ・吉本興業、2013年11月24日）